# Drienica
Drienica je obec na Slovensku v okrese Sabinov. První písemná zmínka o obci pochází z roku 1343.

## Poloha a přírodní poměry
Obec Drienica se nachází na východním Slovensku, administrativně je začleněna do Prešovského kraje, do okresu Sabinov. Historicky vždy patřila do Šarišské, v novověku do Šarišsko-Zemplínské župy. Po roce 2004 patří obec Drienica do Šarišského regionu cestovního ruchu a je sídlem Občanského sdružení Mikroregion Čergov, jehož cílem je zvýšit atraktivitu rekreační oblasti. Vzdálenost obce od města Prešov je 25 km, od okresního města Sabinov 4 km.
Katastr obce patří svou rozlohou mezi středně velké. Má celkovou výměru 1 021 ha, z toho připadá 638 ha na lesy (61%), 167 ha na ornou půdu (17%), 114 ha na horské louky a pastviny (12%), 83 ha na intravilán obce (8%) , 15 ha na zahrady a ovocné sady (2%) a 4 ha na vodní plochy (0%). Drienica sousedí s katastry Sabinova, Červené Vody, Olejníkova, Šarišských Sokolovců a Jakubovian. Horní konec obce plynule přechází do rekreačně-sportovního střediska Drienica – Lysá.

## Turistika
V severní části obce Drienica se nachází rekreační oblast s rekreačními a sportovními zařízeními. Nejvýznamnějšími a turisticky nejnavštěvovanějšími z nich jsou lyžařské svahy s vleky. Nacházejí na horním (severovýchodním) konci obce a na svazích Lysé. Jednotlivé svahy jsou propojeny vleky.
Dalším významným prvkem, který celoročně přitahuje turisty je krytý bazén. Nachází se asi 100 m od lyžařského svahu. Toto zařízení je vybaveno i solnou jeskyní, saunou, masážemi a vířivkou. V blízkosti se nacházejí i tenisové kurty. Celoročně, ale hlavně v létě, je možné poznávat zdejší přírodu, protože se v okolí obce nachází množství turistických stezek.
V blízké obci Jakubovany (asi 1,5 km pěšky, 6 km autem po silnici) je i umělá vodní nádrž, která poskytuje prostor pro rybaření. V rekreační oblasti se nacházejí i restaurační zařízení poskytující bohaté stravování, zábavu a noční život. Přímo v obci se nacházejí dva obchody – samoobsluhy a jedno pohostinství.
V obci se nachází mateřská škola a základní škola pro 1.-4. ročník.

## Partnerská města
- Dubovica, Slovensko
- Hubošovce, Slovensko
- Jakubovany, Slovensko
- Perečin, Ukrajina
- Šarišské Sokolovce, Slovensko
- Uzovce, Slovensko
- Wiśniew, Ukrajina